# JR Bus
JR Bus (JRバス) désigne collectivement les compagnies d'autobus du groupe JR au Japon. JR Bus est exploité par huit compagnies régionales, chacune détenue par une compagnie ferroviaire JR. Les compagnies JR Bus proposent des services de bus régionaux, interurbains et affrétés.

## Histoire
La Société gouvernementale des chemins de fer japonais a lancé sa première compagnie de bus dans la préfecture d'Aichi en 1930 et a progressivement élargi les lignes de bus. Les chemins de fer nationaux japonais (JNR), société publique créée en 1949, ont repris l'exploitation des bus, alors appelés Kokutetsu Bus ou JNR Bus. En 1987, la JNR a été divisée en compagnies régionales qui ont ensuite transformé leurs compagnies de bus en filiales en 1988 (JR East, JR Central, JR West), 2000 (JR Hokkaido), 2001 (JR Kyushu) et 2004 (JR Shikoku).

## Liste des compagnies
| Compagnie de bus  | Région           | Société mère |
| ----------------- | ---------------- | ------------ |
| JR Hokkaido Bus   | Hokkaidō         | JR Hokkaido  |
| JR Bus Tohoku     | Tōhoku           | JR East      |
| JR Bus Kanto      | Kantō            | JR East      |
| JR Tokai Bus      | Tōkai            | JR Central   |
| West Japan JR Bus | Hokuriku, Kansai | JR West      |
| Chugoku JR Bus    | Chūgoku          | JR West      |
| JR Shikoku Bus    | Shikoku          | JR Shikoku   |
| JR Kyushubus      | Kyūshū           | JR Kyushu    |

## Exemple de véhicules

### Bus régionaux

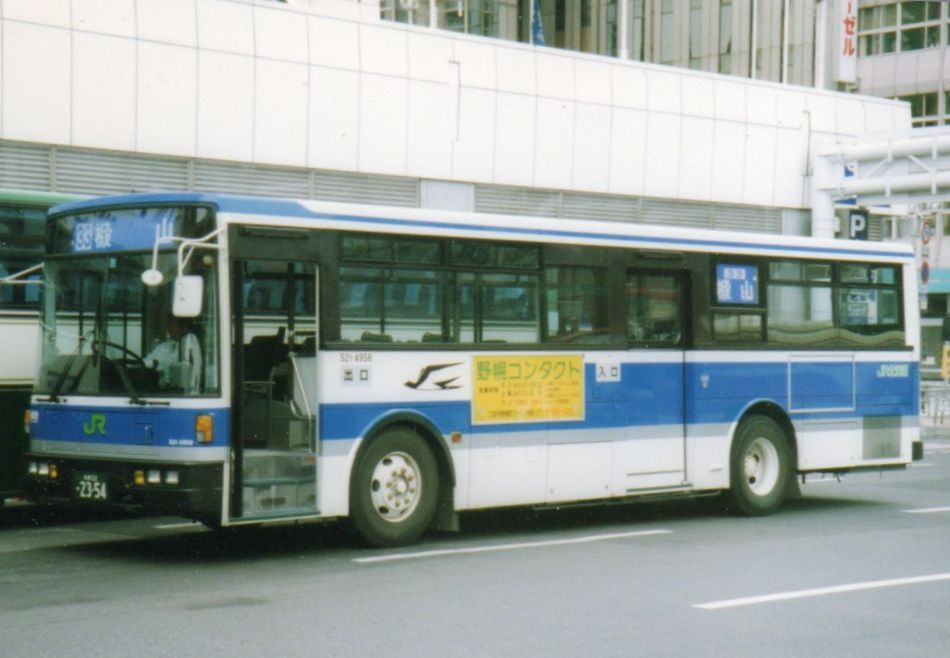
JR Hokkaido bus 521-4956
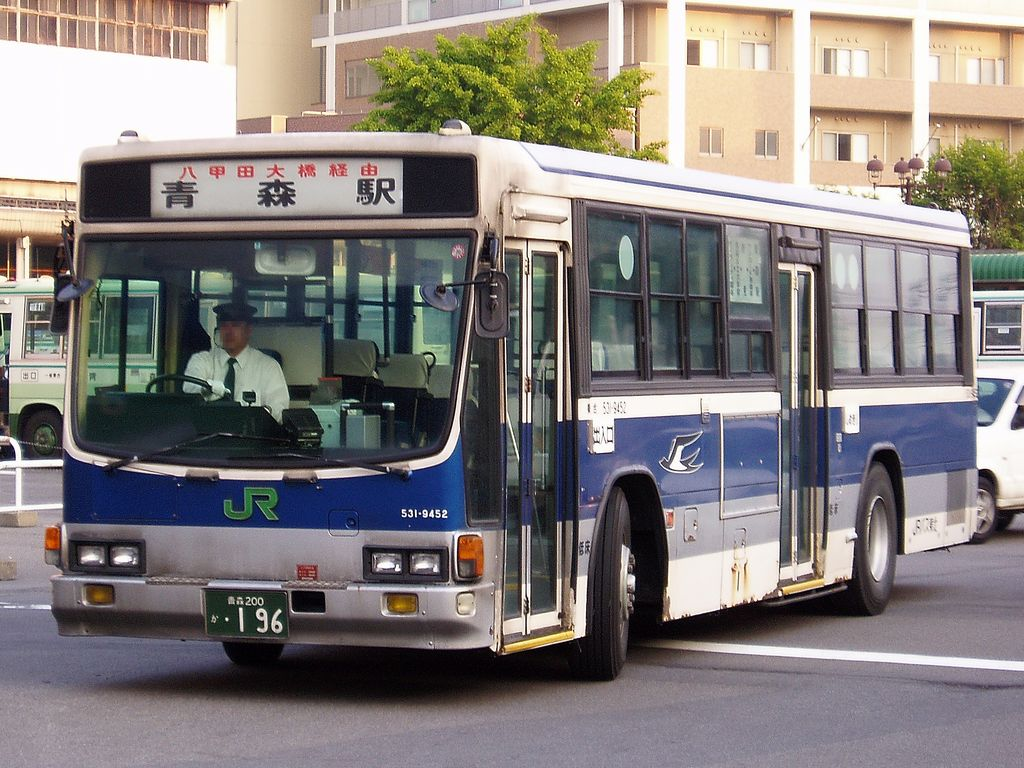
JR Bus Tohoku 531-9452
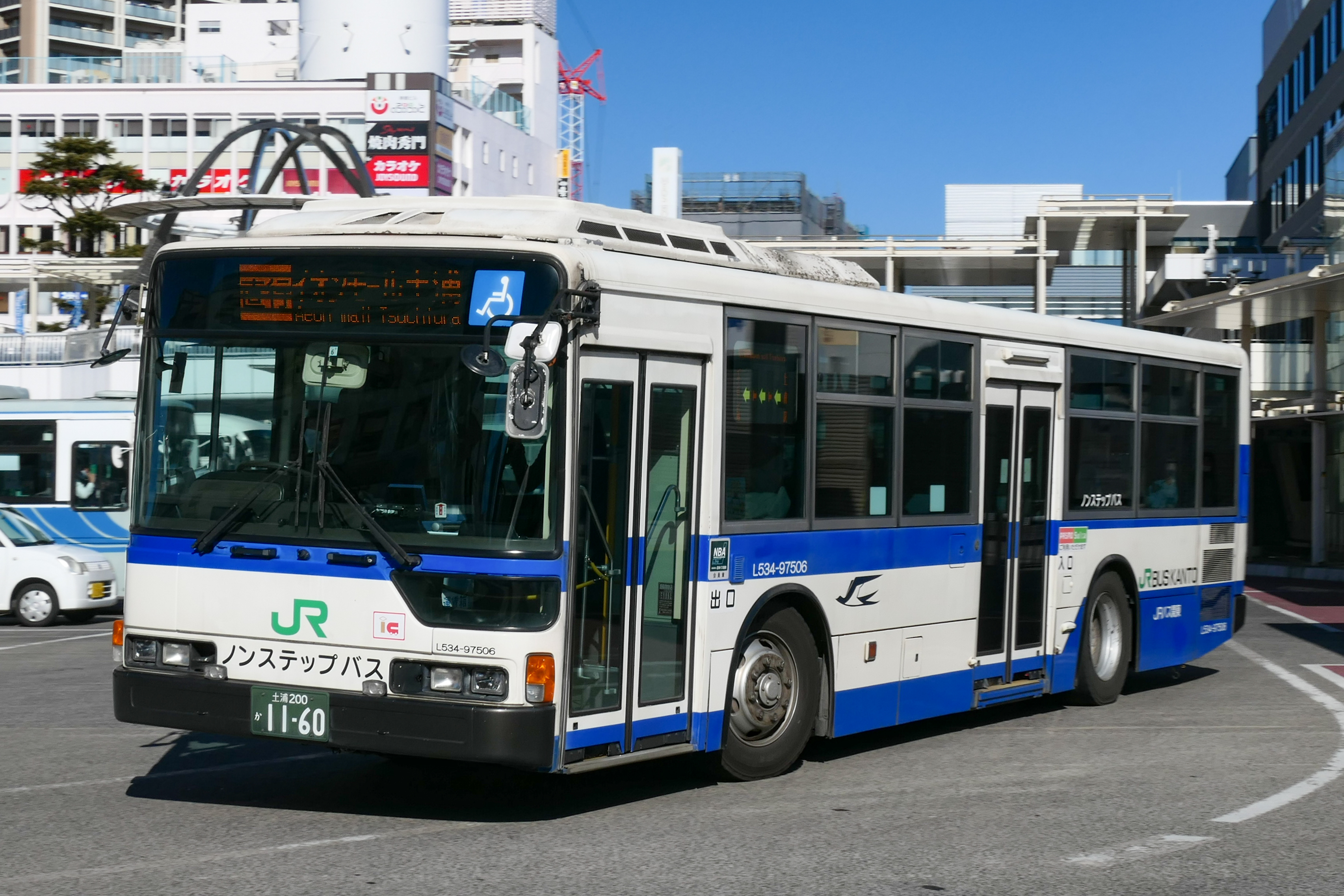
JR Bus Kanto L534-97506
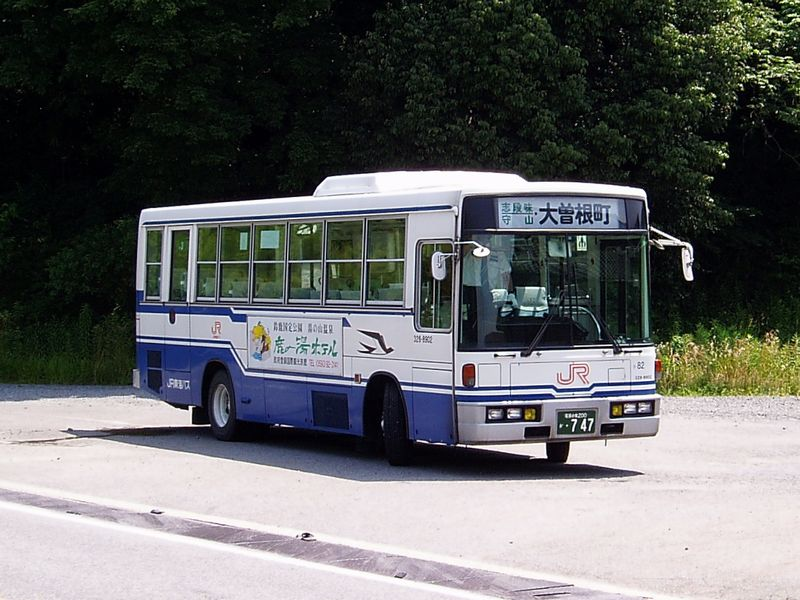
JR Tokai Bus 328-8902
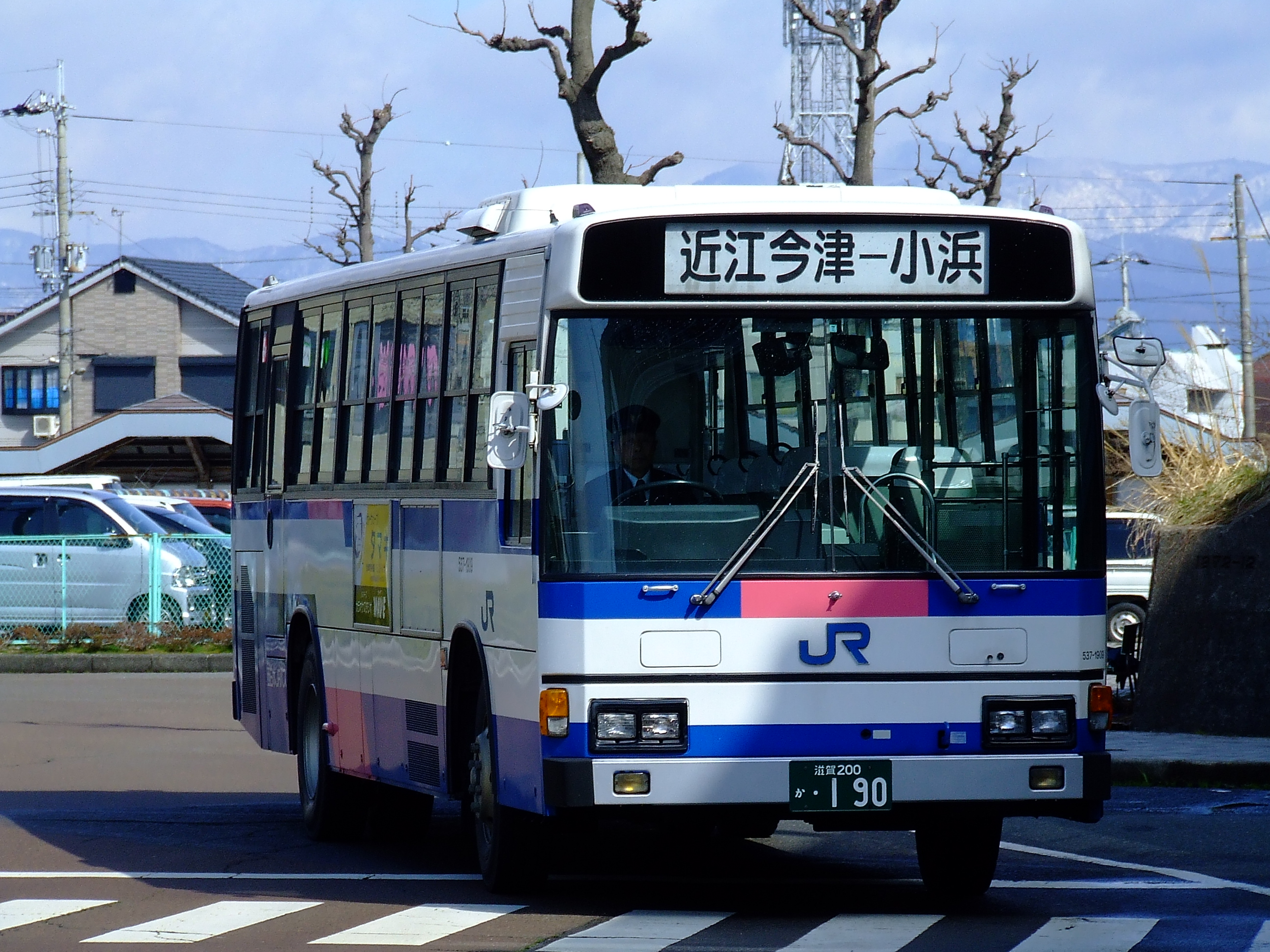
Nishinihon JR Bus 537-1909
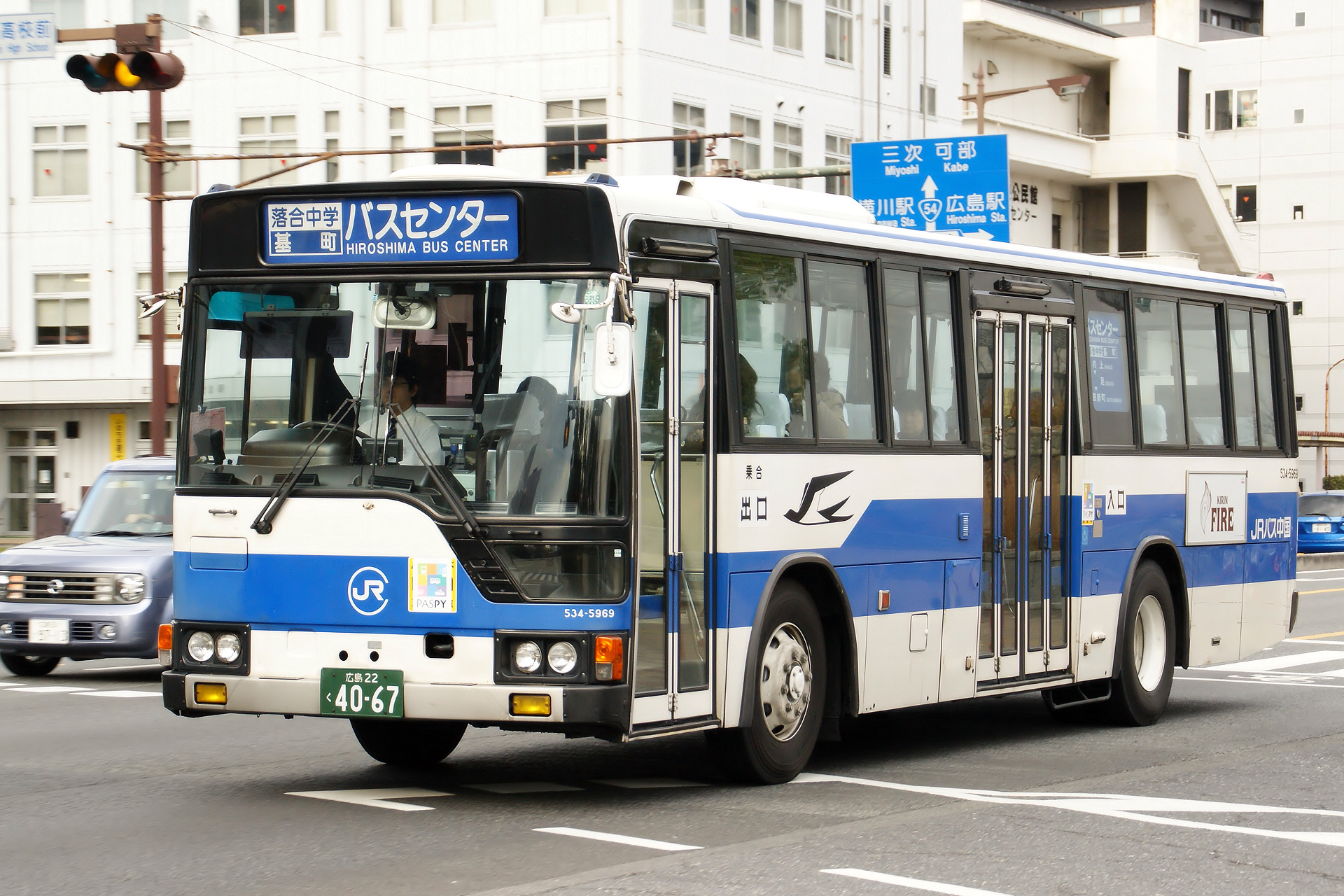
Chugoku JR Bus 534-5969
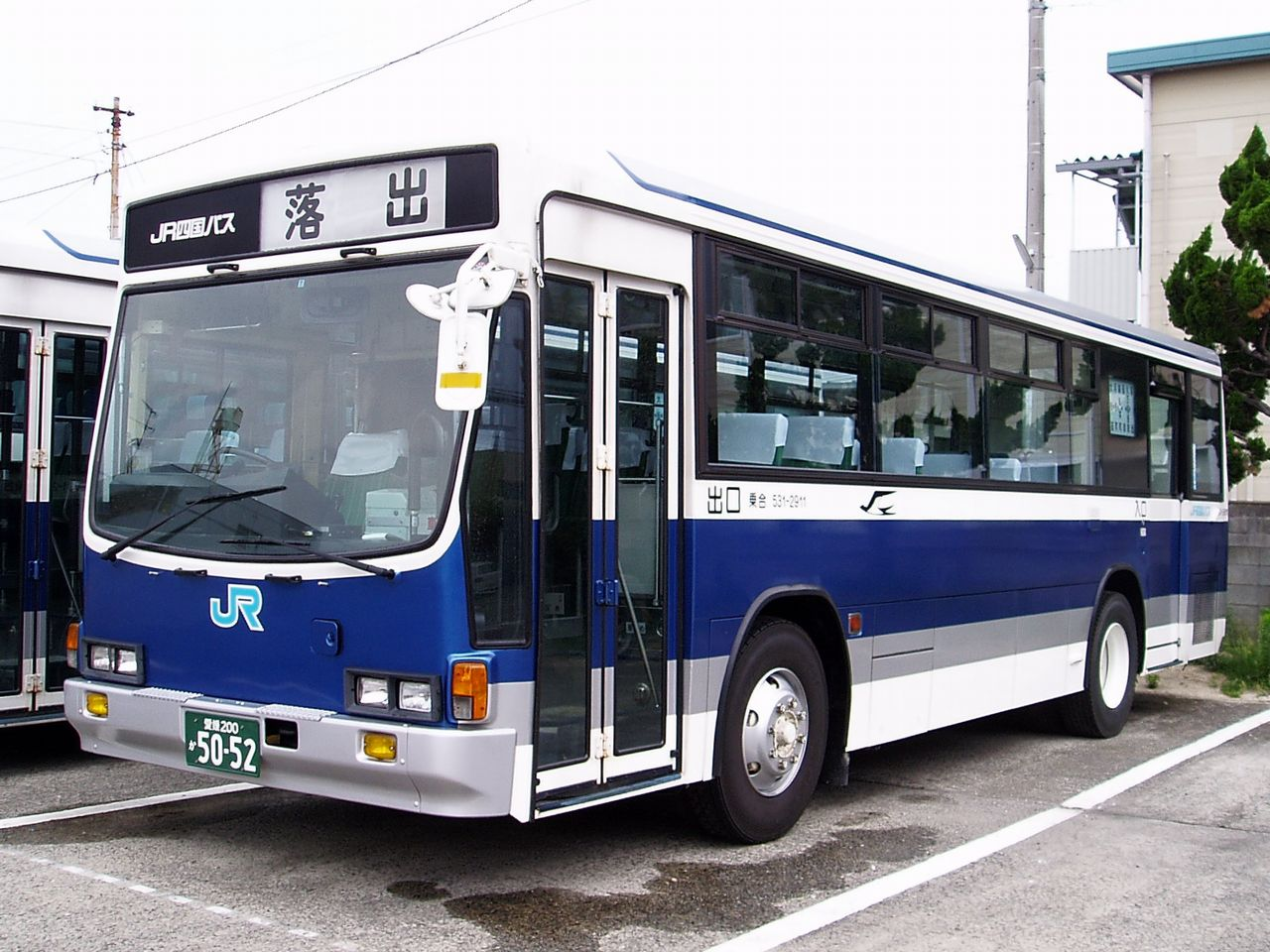
JR Shikoku Bus 531-2911
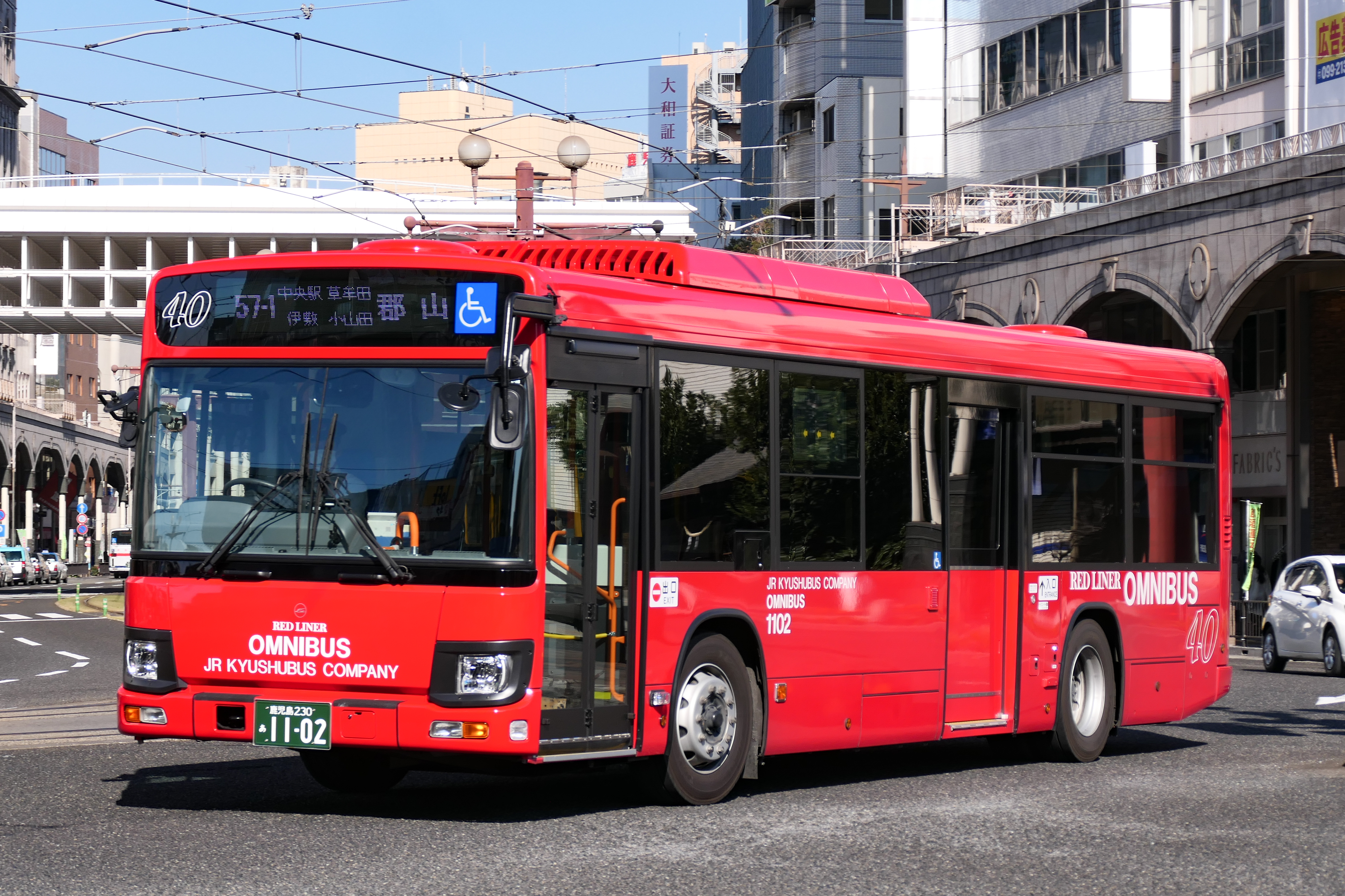
JR Kyushu Bus 521-21602

### Bus express interurbains
JR Bus Tohoku, JR Bus Kanto, JR Tokai Bus et Chugoku JR Bus partagent une livrée commune basée sur la livrée JNR Bus.

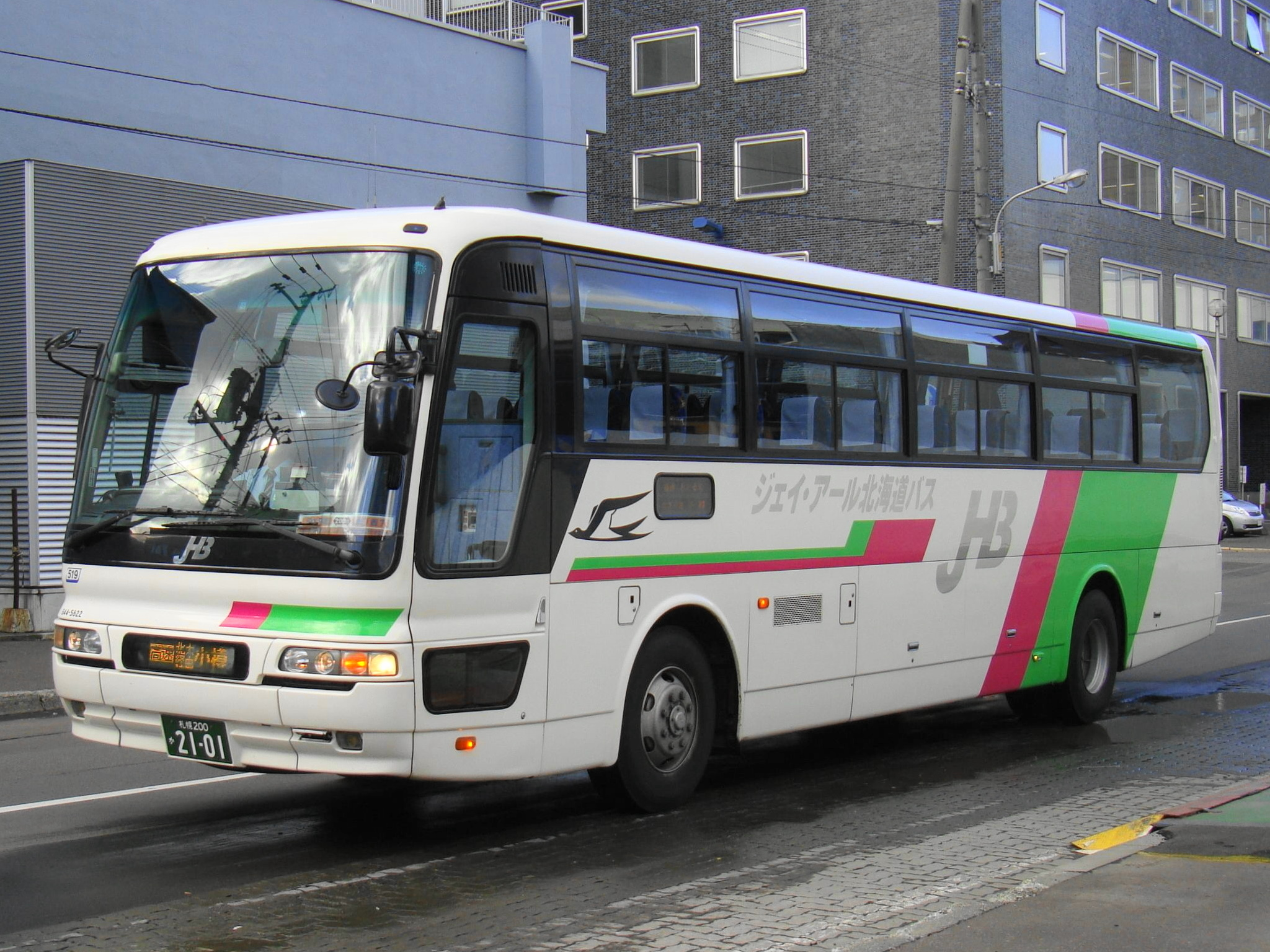
JR Hokkaido Bus 644-5822
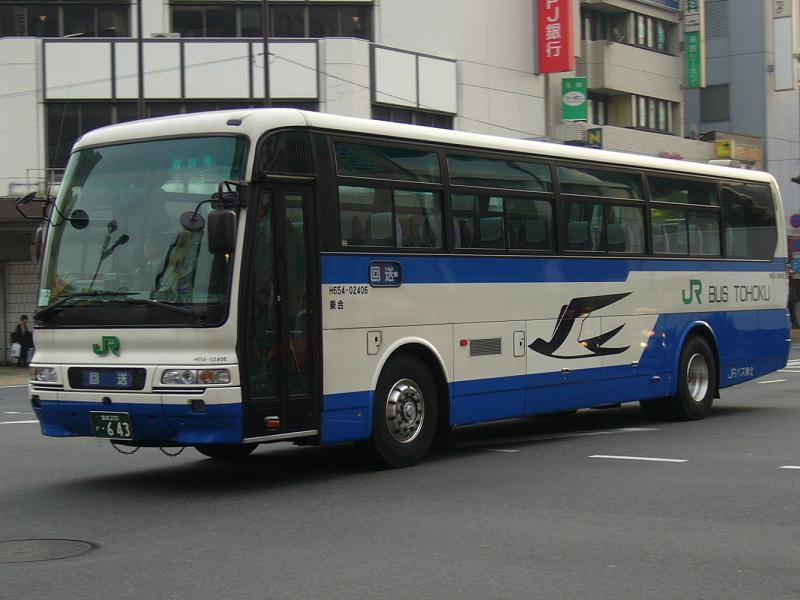
JR Bus Tohoku H654-02406
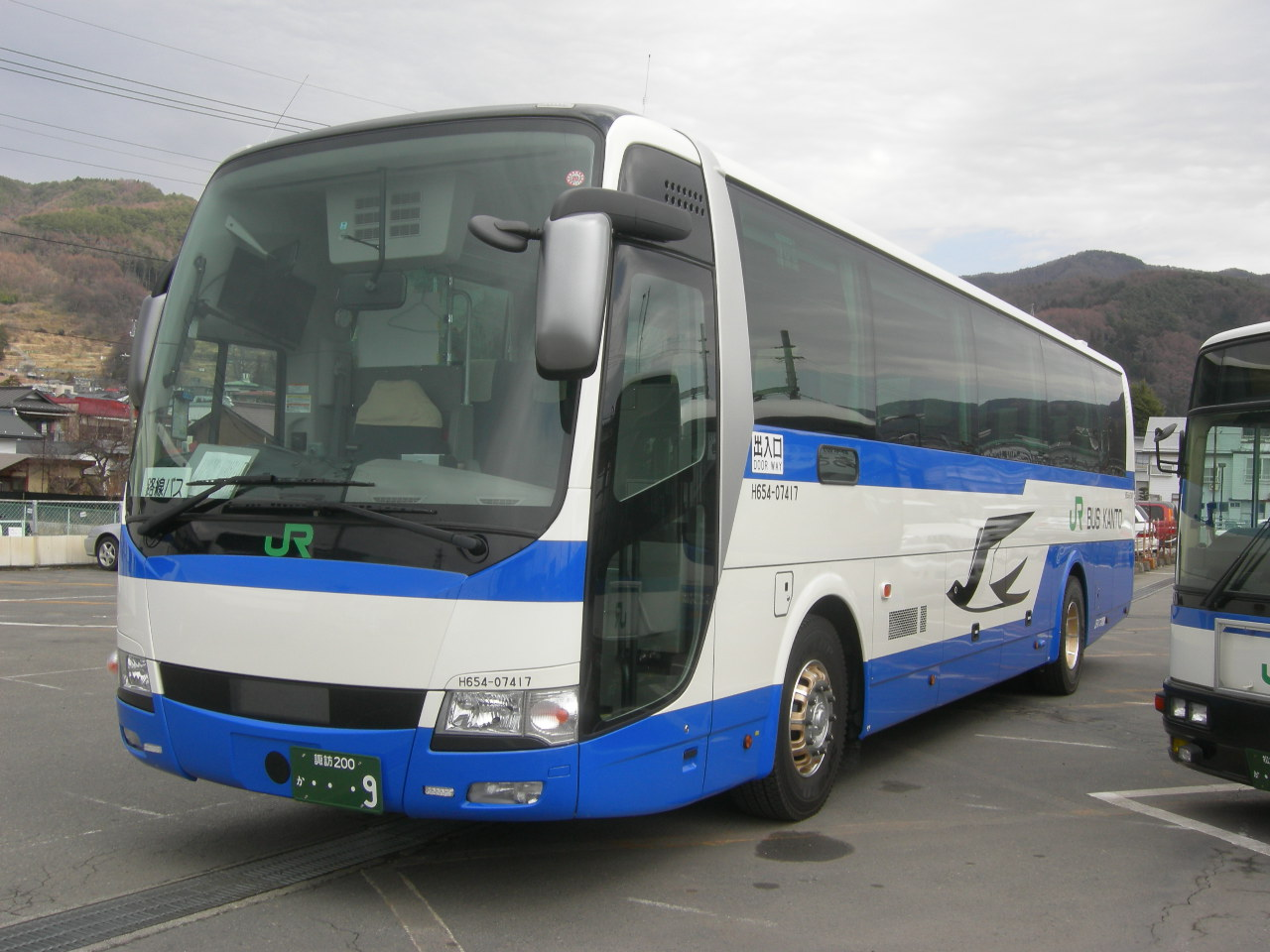
JR Bus Kanto H654-07417
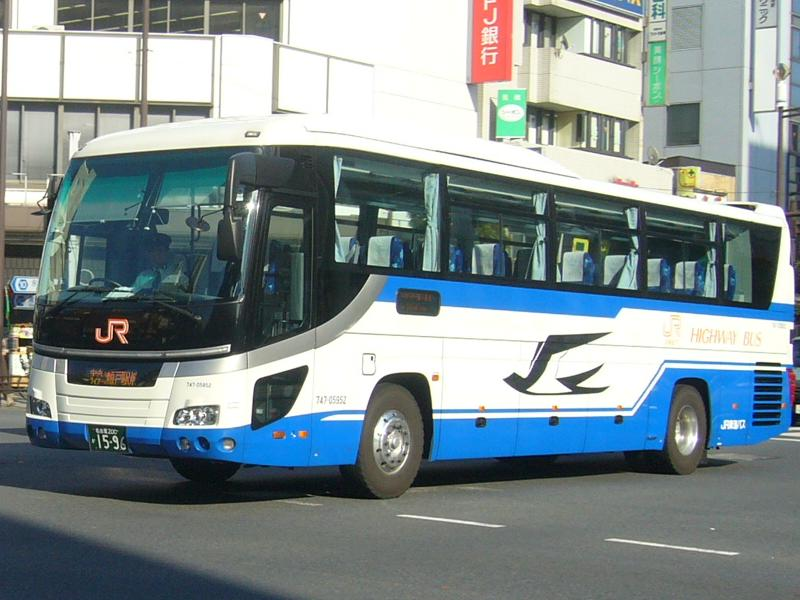
JR Tokai Bus 747-05952
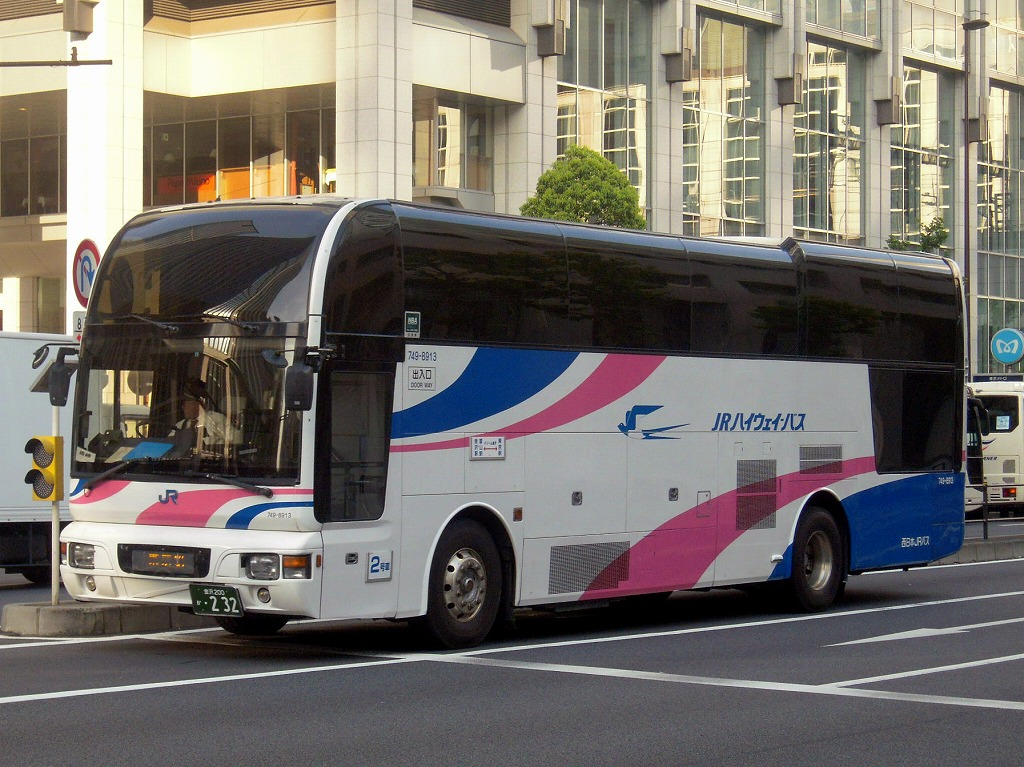
West Japan JR Bus 749-8913
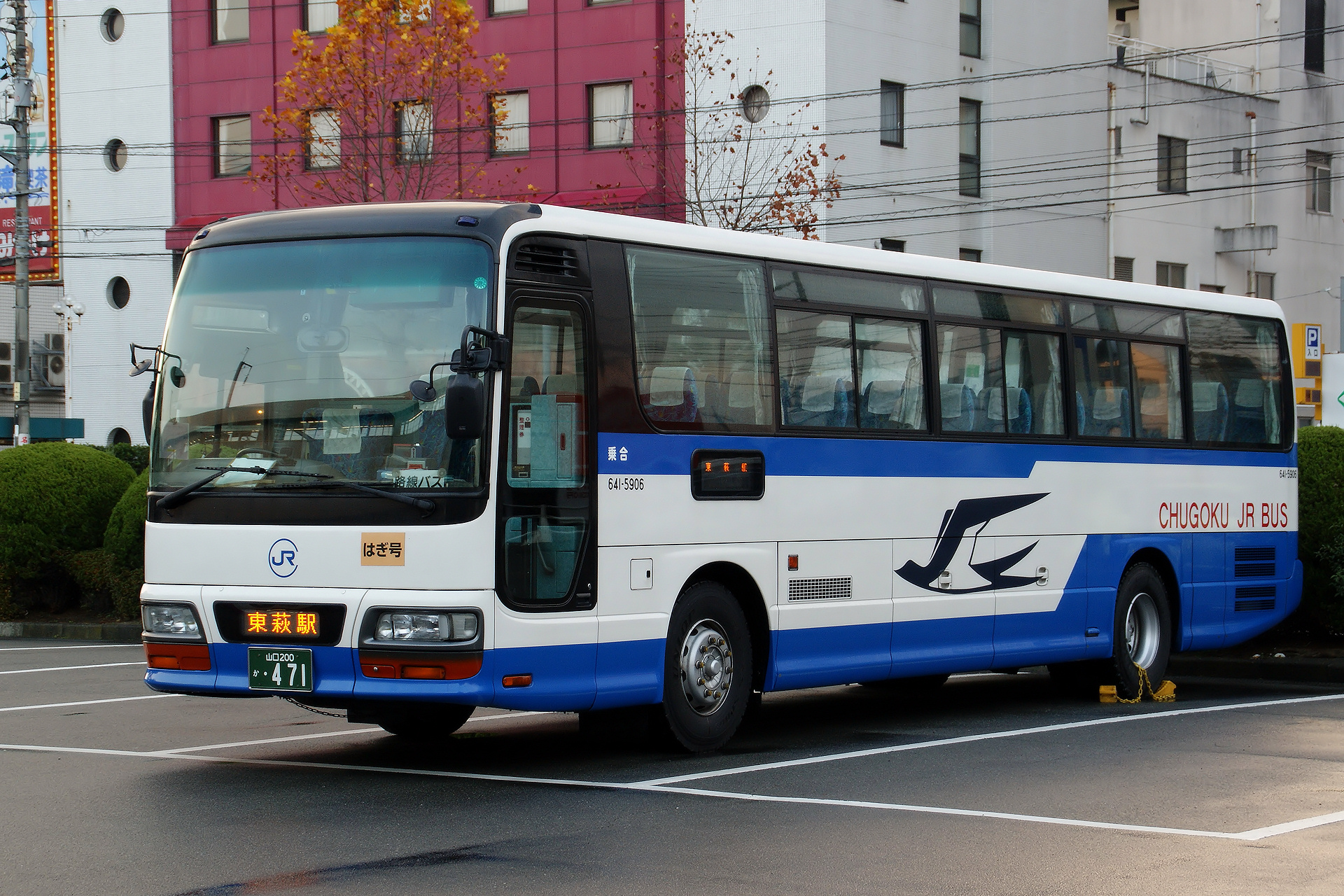
Chugoku JR Bus 641-5906
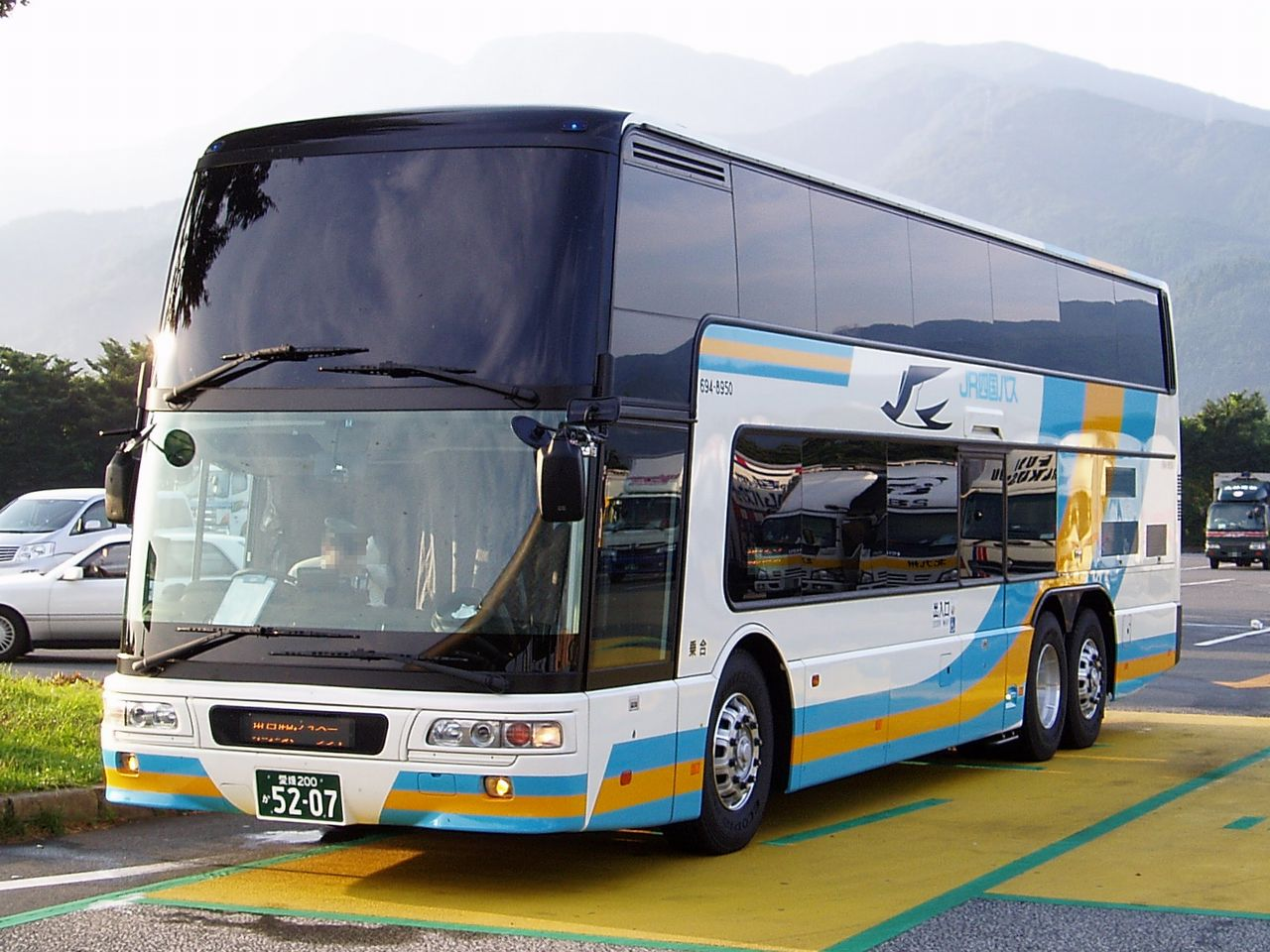
JR Shikoku Bus 694-8950
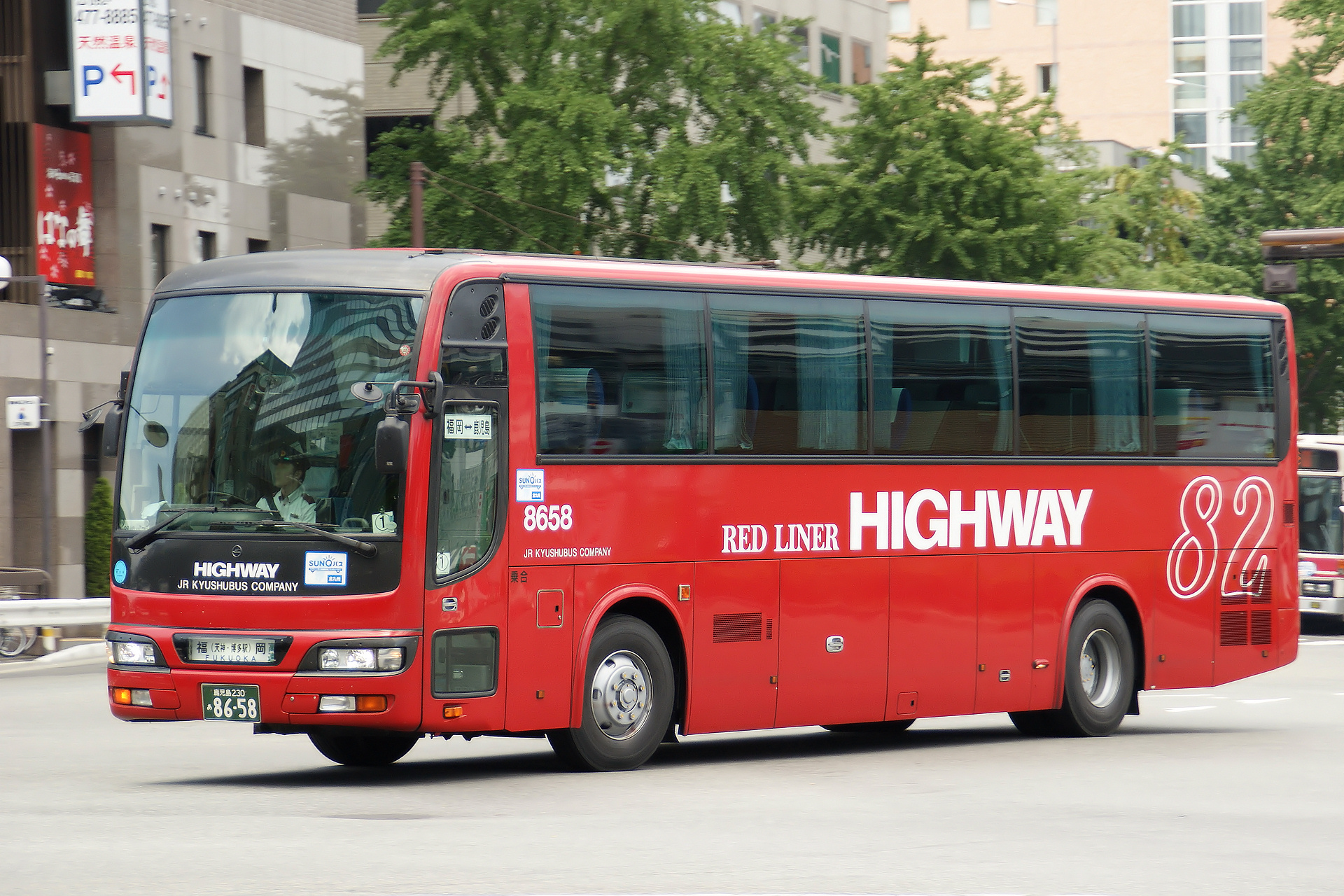
JR Kyushu Bus 748-06558